# Kreuzspule

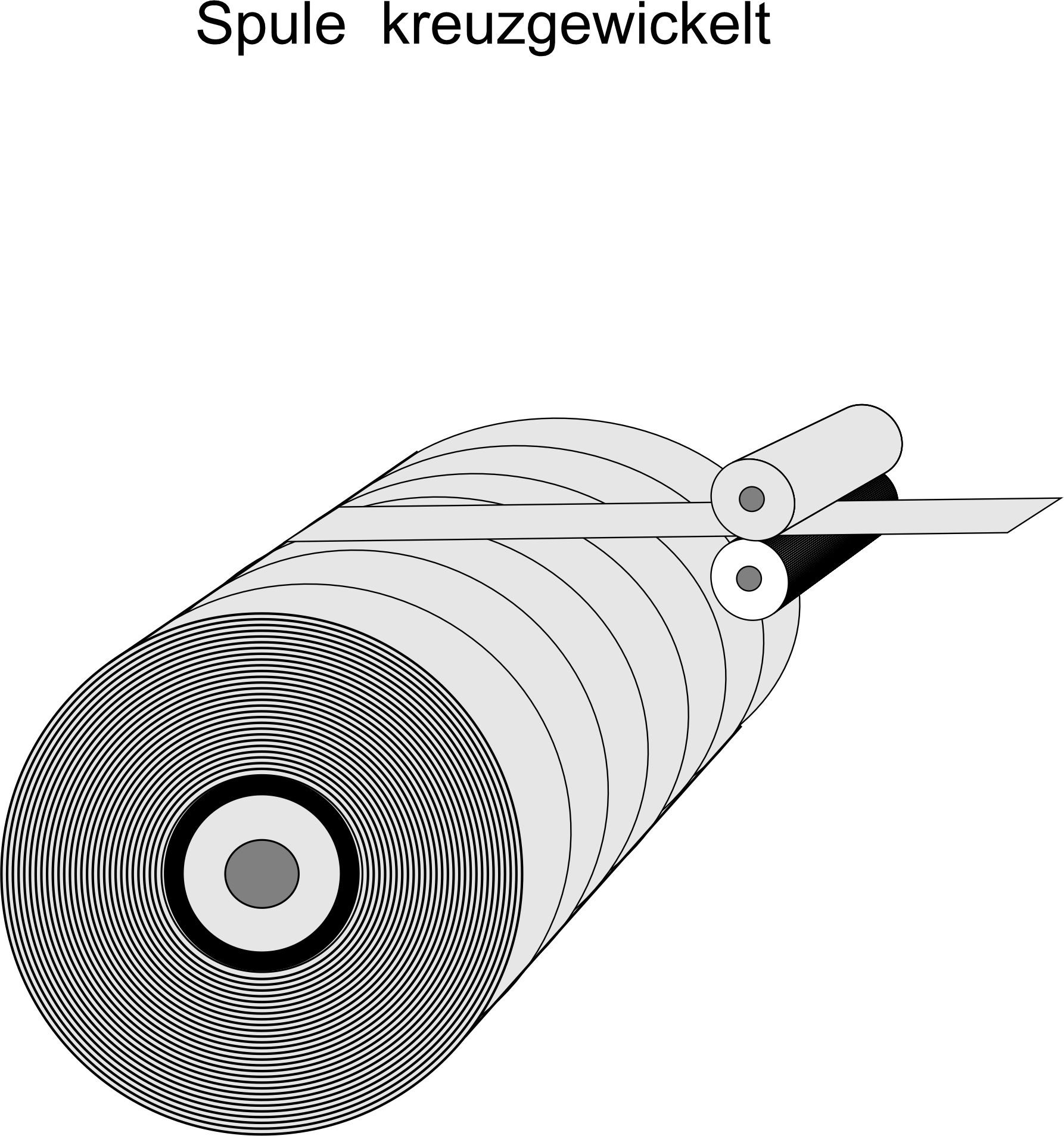
Spezielle platzsparende Wicklung für dünne Folien und Papiere in schmalen Breiten für flexible nachhaltige Verpackungen

Eine Kreuzspule (auch kreuzgewickelte Schmalrolle) ist eine Wickelspule, bei der das Wickelgut über Kreuz geführt wird. Kreuzspulen werden sowohl bei der Aufrollung von Garnen als auch von Folien und Papieren eingesetzt und sind im Gegensatz zu kantengerade gewickelten Rollen im Produktionshandling kostensparender.
Folien- und Papiersubstrate mit einer Stärke von z. B. 30 µm haben bei anwendungstechnisch gegebenem maximalen Rollenumfang und einem bestimmten Wickelzug auf der Rolle eine Lauflänge von ca. 2.000 m bei kantengerader Wicklung in Form einer Scheibe. Kreuzspulen können mehr als 20.000 m Lauflänge haben und verursachen dadurch weniger Rollenwechsel und Stillstandzeiten in der Produktion. Der Unterschied einer Kreuzspule zu den kantengerade gewickelten Rollen (Scheiben) liegt darin, dass die zu wickelnden schmalen Folien oder Papiere mit dieser speziellen Kreuzwickeltechnik, in der Elektrotechnik auch orthozyklische Wicklung genannt, platzsparender aufgewickelt werden. Ein Wickelkern in der Gestalt einer Bobine, meist aus Pappe oder Kunststoff, nimmt das zu wickelnde Substrat auf, unter anderem, um später an einen beliebigen sonstigen Ort transportiert werden zu können. Bei der Abwicklung in der Produktion des Anwenders wird dazu dann auch eine entsprechende Technik eingesetzt. Verbreitet ist die Wickeltechnik auf Kreuzspulen für dünne Substrate  u. a. bei der Herstellung von Schmalrollen für nachhaltige Folien- oder Papiersubstrate in der Anwendung zu flexiblen Verkaufs- oder Versandverpackungen aus recycling- oder kompostierfähigen Folien und Papieren.
Die Kreuzspule als Garnspule mit sich überkreuzenden Garnlagen unter einem bestimmten Steigungswinkel wird durch tangentiales Aufwickeln mit Fadenführern oder Nutentrommeln, gesteuert oder ungesteuert, erzeugt. Am preisgünstigsten ist die zylindrische Kreuzspüle und am einfachsten herzustellende Kreuzspule mit großem Garnvolumen.